# St. Lucia (Knorscheid)

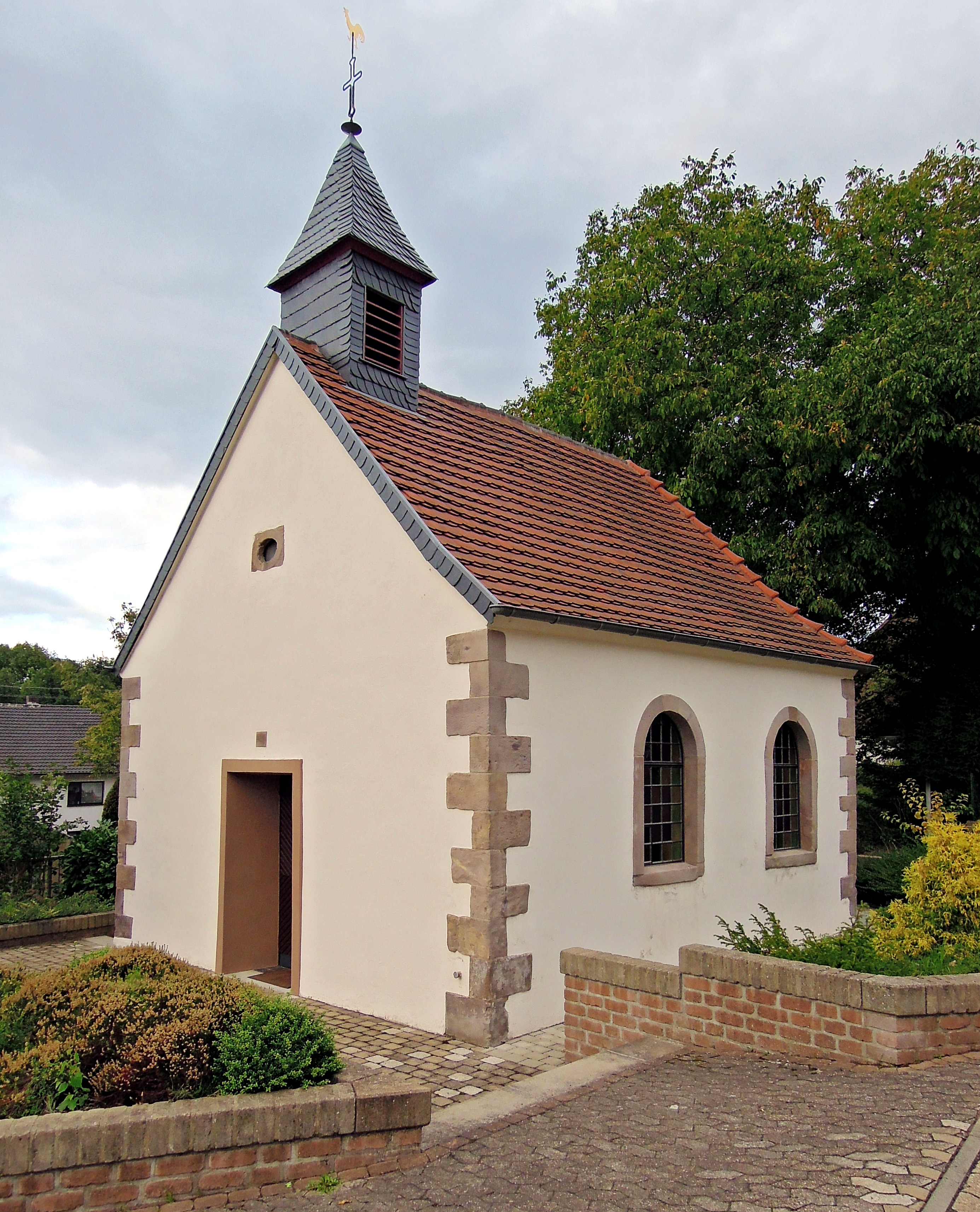
St. Lucia im Ortskern von Knorscheid

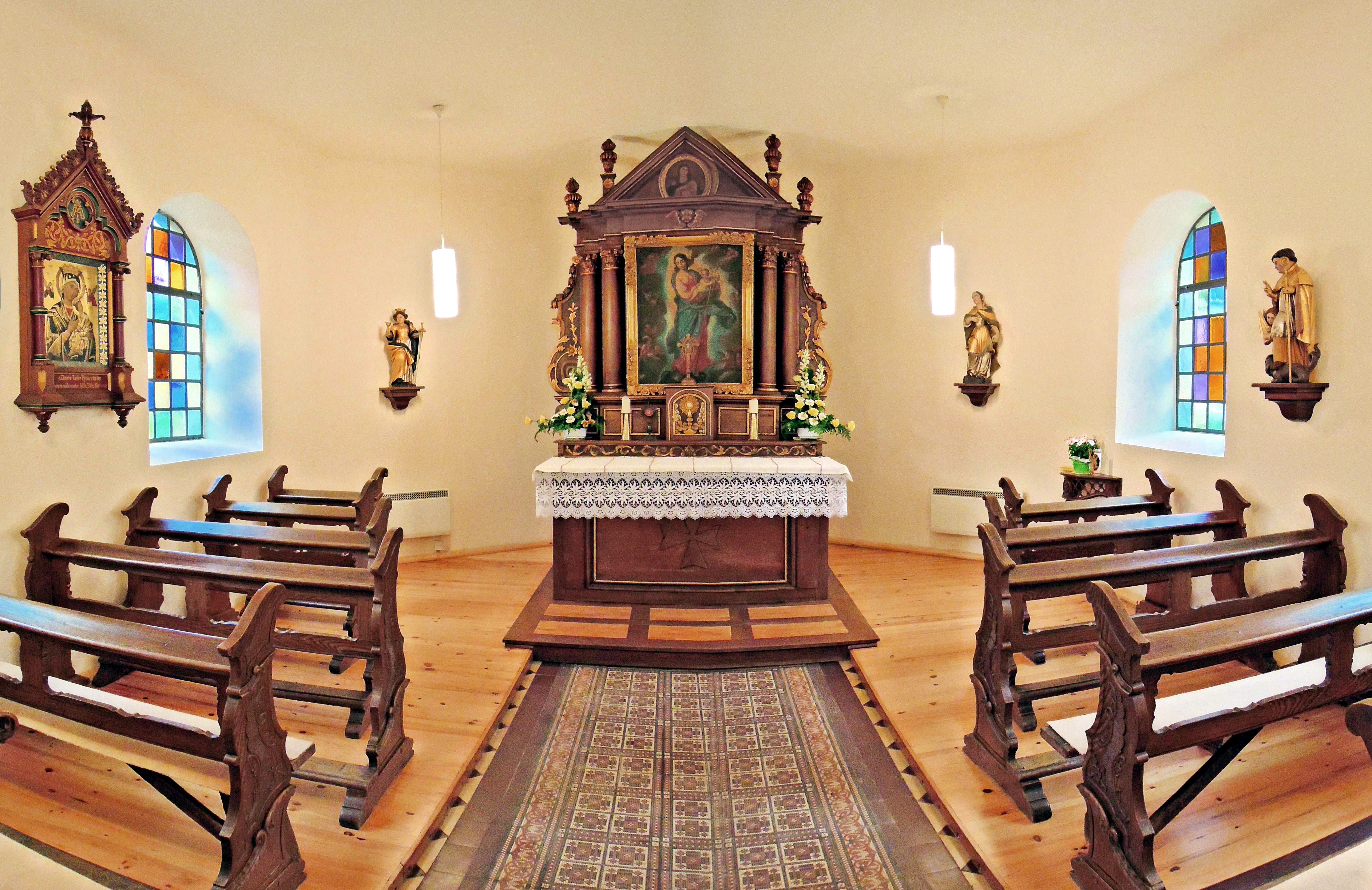
Blick in das Innere der Kapelle

St. Lucia ist eine denkmalgeschützte römisch-katholische Kapelle im Lebacher Ortsteil Knorscheid (Landkreis Saarlouis, Saarland).

## Geschichte
In der Dorfmitte von Knorscheid errichteten die Einwohner für ihre selbstständige Pfarrei schon früh eine kleine Kirche. "Cnorskeid" zählte zu den um das Jahr 950 nach Mettlach zum Grab des heiligen Lutwinus wallfahrenden Pfarreien. Die kleine Pfarrei gehörte zu einem eigenen Lehen unter den Grafen von Nassau-Saarbrücken. Da die Pfarreieinkünfte gering ausfielen, erteilte Graf Johann Ludwig von Nassau-Saarbrücken um das Jahr 1537 auf die Bitten der Knorscheider Einwohner hin die Erlaubnis, dass der Pfarrer Matthis Sierk aus Lebach den Gottesdienst versehe. Als im Jahr 1575 Graf Philipp III. von Nassau-Weilburg die Reformation zwangsweise einführte, wurde Knorscheid dem evangelischen Pfarrer in Heusweiler unterstellt. Die Kapelle durfte aber weiterhin katholisch betreut werden. Um das Jahr 1756 ist kein Lutheraner mehr im Ort nachweisbar. In den Wirren der Französischen Revolution wurde die Kirche dann schwer beschädigt und verfiel. 
Im Jahr 1811 errichteten die Bauern des Ortes einen neuen Kirchenbau auf dem Grundriss der ersten Kapelle. Als 1822 das Mobiliar des Schlosses La Motte verkauft wurde, ersteigerte die ortsansässige Familie Weber die Einrichtung der Schlosskapelle und stiftete sie der Kapelle. Wahrscheinlich in der Mitte des 19. Jahrhunderts erhielt die Kapelle auf der Eingangsseite einen Vorbau, der als Wohnhaus diente. Das kleine Wohngebäude wurde um die Jahrhundertwende abgerissen.

## Architektur
Das kleine rechteckige Gebäude in Ost-West-Richtung liegt am östlichen Ende des Dorfplatzes im Zentrum des Ortes. Der zweiachsige Putzbau mit dreiseitigem Abschluss besitzt zwei Fensterachsen mit bunten quadratischen Bleiglaselementen. Auf dem Satteldach sitzt über dem Eingangsportal ein schiefergedeckter Dachreiter mit roten Schalllamellen. Ursprünglich besaß die Kapelle ein Rundbogenportal, das nach dem Abriss eines Vorbaus durch einen geraden Sandsteinsturz ersetzt wurde. Über dem Portal sitzt ein kleiner Okulus aus Sandstein. Auch die Segmentbogenfenster sind mit Sandsteinlaibung ausgeführt. Die Gebäudeecken sind durch Sandsteinquaderung betont.

## Ausstattung
Der alte Fliesenboden im Inneren der Kirche ist kaum noch sichtbar, er wurde durch Holzdielen größtenteils überbaut. Der Hochaltar mit dem Altarbild (um 1710) des Trierer Hofmalers Jean Louis Connet ist im Stil des Barock gefertigt. Das Bild ruht in dem Altarretabel flankiert von je zwei Säulen und steht unter einem Dreiecksgiebel mit Christusporträt. Auf Konsolen stehen die Holzstatuen der hl. Lucia, der hl. Barbara und des hl. Norbert. Altar und Figuren stammen aus der Schlosskirche von La Motte, genauso wie das Gestühl. Die Kirche besitzt außerdem eine Heiligkreuz-Reliquie und eine Reliquienmonstranz der hl. Lucia.